# Emmanuel Belgický
Princ Emmanuel Belgický (Emmanuel Léopold Guillaume François Marie, * 4. října 2005 Anderlecht) je mladším synem a třetím dítětem krále Filipa a královny Mathilde Belgické. Současně je třetí v řadě nástupnictví na belgický trůn po jeho starší sestře, princezně Elisabeth, a bratrovi, princi Gabrielovi.

## Život
Emmanuel se narodil v Erasmus Hospital ve fakultní nemocnici Université Libre de Bruxelles v Anderlechtu dne 4. října 2005. Byl pokřtěn v kapli na zámku Ciergnon v belgických Ardenách dne 10. prosince 2005. Jeho kmotry byli: jeho teta z matčiny strany, hraběnka Elisabeth d'Udekem d'Acoz (markraběnka Pallavicini) a Guillaume, dědičný velkovévoda Lucemburský.
V září 2012 bylo oznámeno, že princ Emmanuel opustí školu St John Berchmans College v Bruselu, školu, kterou také navštěvovali jeho sourozenci, a zapíše se na speciální školu Eureka v Kessel-Lo. Škola se stará o děti s normální inteligencí a nadané děti s dyslexií, kterou má Emmanuel. V srpnu 2020 bylo oznámeno, že Emmanuel přestoupí na Mezinárodní školu v Bruselu, anglickou soukromou školu ve Watermael-Boitsfort poblíž Bruselu, stejnou školu, kterou jeho bratr Gabriel od roku 2019 v současné době navštěvuje.
Rád se věnuje cyklistice, plavání, lyžování a plachtění. Hraje také na flétnu a saxofon. Mluví francouzsky, nizozemsky a anglicky.